# Adamello
Der Adamello (3554 m s.l.m., ital. Cima Adamello oder Cima dell'Adamello) ist ein weithin beherrschender Gipfel in Norditalien, der etwa 40 km vom Gardasee entfernt in der Provinz Brescia liegt, unweit der Grenze zum Trentino. Er zählt zu den Südalpen.

## Lage und Umgebung
Zusammen mit einigen Dutzend weiterer Dreitausender bildet er die gewaltige Adamellogruppe, die etwa 30 km × 30 km misst und damit von ähnlicher Flächenausdehnung ist wie die im Norden angrenzende Ortlergruppe. Etwa 15 km nordöstlich des Hauptgipfels senkt sich das Massiv zur wichtigen Ost-West-Verbindung des Tonalepasses (Passo del Tonale, 1884 m s.l.m.). Entlang dieser Furche zieht eine deutlich erkennbare geologische Störungslinie (siehe auch Periadriatische Naht).
Fast gleichhoch wie der Adamello ist die nahegelegene Presanella (3556 m s.l.m.).
Durch das umgebende Bergland ziehen einige Weitwanderwege, wie der Adamello-Höhenweg (Alta Via dell' Adamello, Teil des Sentiero Italia), der Sentiero Antonioli und die Bassa Via dell' Adamello. Diese werden manchmal fälschlich zu den Dolomiten-Höhenwegen gezählt. Ein Teil des Friedensweges durchquert die Gruppe in Erinnerung an die blutigen Kämpfe im Gebirgskrieg 1915–1918.

## Routen zum Gipfel
Bedingt durch seine Bekanntheit als namensgebender Berg der Adamellogruppe und seine nicht übermäßig schwierigen Anstiege wird der Adamello vergleichsweise häufig bestiegen. Es gibt Routen von jeder infrage kommenden Seite des Berges:
Die übliche Route von Osten führt vom Ausgangspunkt Malga Bedole im Val Genova auf knapp 1600 m s.l.m. bis zur Mandrone-Hütte auf 2442 m s.l.m. Von dort aus führt ein Steig bis zur Zunge des Mandrone-Gletschers. Über die weiten Flächen dieses Gletschers wird dann weiter in südwestlicher Richtung aufgestiegen und der Corno Bianco südseitig umlaufen. Schließlich wird der felsige Gipfelaufbau des Adamello entlang seines Südostgrates in einfacher Kletterei erstiegen.
Von Norden erreicht man vom letzten Parkplatz im Valle dell'Avio auf knapp 1600 m s.l.m. über Wanderwege die Garibaldi-Hütte auf 2550 m s.l.m. Von dort aus geht es zuerst westlich um den Stausee Lago Venerocolo herum und anschließend in östlicher Richtung hinauf zum Passo Brizio. Auf der anderen Seite des Passes betritt man den Mandrone-Gletscher, den man in südöstlicher Richtung überquert, bis man auf die von der Mandrone-Hütte kommende Route trifft. Über diese erreicht man schließlich den Gipfel.
Der gängige Anstieg von Westen führt aus dem Val Malga vom Ausgangspunkt Ponte del Guat auf 1528 m s.l.m. (kostenlos) oder Malga Premassone auf 1591 m s.l.m. (gebührenpflichtig) hinauf zur Gnutti-Hütte auf 2166 m s.l.m. Von hier aus geht es auf markierten Wegen weiter talaufwärts bis zum Einstieg des Klettersteiges „Via Terzulli“. Bei dieser Route ist Klettersteig etwas irreführend. Es existieren keine durchgehenden Sicherungsseile, Ketten oder Tritthilfen. Als Absicherung existieren doppelt u-förmige Haken, durch die gleichzeitig und vor einem Seilschaftssturz gesichert am eigenen Seil gegangen werden kann. Über diesen gesicherten Weg erreicht man den Passo Adamello, quert über die westlichste Ecke des Mandrone-Gletschers zum Südostgrat des Gipfelaufbaus und folgt diesem wie auf den anderen Routen zum Gipfel.
Der Normalweg von Süden führt vom Rifugio Prudenzini auf 2235 m s.l.m. im Valle di Salarno über Schutt und Schrofen zum Passo di Salarno. In unmittelbarer Nähe befindet sich das offene Biwak Bivacco Arrigo Giannantonj. Von dort nach Nordwesten über den Pian di Neve queren und gemeinsam mit den anderen Routen über die Felsen des Gipfelaufbaus zum Gipfel.
Alle Routen sind etwa gleich lang (2 bis 2,5 Stunden zur jeweiligen Hütte und anschließend 4 bis 5 Stunden auf den Gipfel) und liegen etwa im gleichen Schwierigkeitsgrad (WS).